# Dongo
Dongo (Dunch in dialetto comasco, AFI: /ˈduŋk/) è un comune italiano di 3 143 abitanti della provincia di Como in Lombardia. È sito sulla costa nord-occidentale del lago di Como presso la foce del torrente Albano.

## Geografia fisica
Il paese di Dongo sorge alla foce del torrente Albano, lungo il tracciato dell'Antica Via Regina; Dongo si trova anche sull'antico percorso che, attraverso il passo San Jorio, collega il lago di Como alla Valle Morobbia.

## Storia
Da Dongo, in epoca romana, passava la via Regina, strada romana che collegava il porto fluviale di Cremona (la moderna Cremona) con Clavenna (Chiavenna) passando da Mediolanum (Milano).
In età comunale, Dongo costituiva un borgo fortificato, nato a partire dal nucleo di Martinico.
Gli annessi agli Statuti di Como del 1335 riportano "Dugno" come il comune che, all'interno della pieve di Dongo, ha in carico la manutenzione del tratto della Via Regina dal “cantono vinee canonicorum de Dugno …” fino al “capud montis de Sancto Grigorio et ponte de Dugno”.
Ai tempi del Ducato di Milano, dalla fine del XV secolo il comune di Dongo seguì per circa tre secoli il destino del feudo delle cosiddette "Tre Pievi superiori" di Dongo, Gravedona e Sorico.
Un documento del 1465 è il primo a segnalare la presenza nella zona di importanti miniere di ferro, citate anche da Giovanni Battista Giovio. Nel 1771, le miniere e gli impianti per il trattamento del ferro divennero di proprietà dei fratelli Giacomo e Antonio Mainoni, nativi di Lipsia, che li condussero sino al 1792, quando subentrarono i Rubini, che costruirono il primo altoforno a carbone di legna per la produzione della ghisa. Nel 1839 la società diventerà Rubini-Scalini-Falck (o Rubini-Scalini-Falce), e da essa nascerà l'industria siderurgica Falck.
Nel 1751 il territorio del comune di Dongo comprendeva già i cassinaggi di Chiodera, Molini, Barbignano, Camperio, Meglia, Mossenzonico e Sant’Ambrogio. Proprio a quest'ultimo santo era dedicata una chiesa, annessa a un monastero femminile, allo stato di rudere già al tempo della visita pastorale di Feliciano Ninguarda (1593).
Nel 1934 un'area disabitata del territorio comunale di Dongo fu aggregata a quello di Musso.
All'altezza della piazza Rubini, il 27 aprile 1945 venne catturato dai partigiani Benito Mussolini, in fuga da Milano verso la Valtellina, il quale fu giustiziato nella frazione di Giulino nell'ex comune di Mezzegra, il giorno seguente.

### Simboli
Lo stemma del Comune di Dongo è stato concesso con decreto del presidente della Repubblica del 26 giugno 2006.
Il gonfalone è un drappo partito di bianco e di rosso.
Le tre croci scorciate ricordano l'appartenenza di Dongo al territorio delle Tre Pievi assieme a Sorico e Gravedona.

## Monumenti e luoghi d'interesse

### Architetture religiose

#### Parrocchiale di Santo Stefano
Attestata come collegiata già nel 1174, la chiesa arcipretale di Santo Stefano fu costruita in epoca medievale e ristrutturata nel Settecento. Dell'impianto originario restano una vasca battesimale e resti di affreschi attribuiti a Gian Giacomo Barbelli,. Questi lacerti di affresco si trovano all'interno della chiesa, in due piccole absidi laterali. L'altra abside era invece dedicata ai santi Giovanni Battista e all'omonimo evangelista. La chiesa conserva anche dipinti di Giulio Quaglio e statue di Stefano Salterio.

#### Chiesa di Santa Maria
La chiesa di Santa Maria, rifatta da Federico Frigerio sulla base di una precedente chiesa romanica risalente ai secoli XI-XII, conserva decorazioni di Giovanni Mauro della Rovere. Del periodo tardoromanico si conservano ancora alcune sculture.

#### Santuario della Madonna delle Lacrime
Il santuario della Madonna delle Lacrime, annesso a un ex-convento francescano, è noto per una lacrimazione mariana avvenuta, secondo la tradizione, nel 1553. Conserva notevoli dipinti.

#### Chiesa di Sant'Eufemia

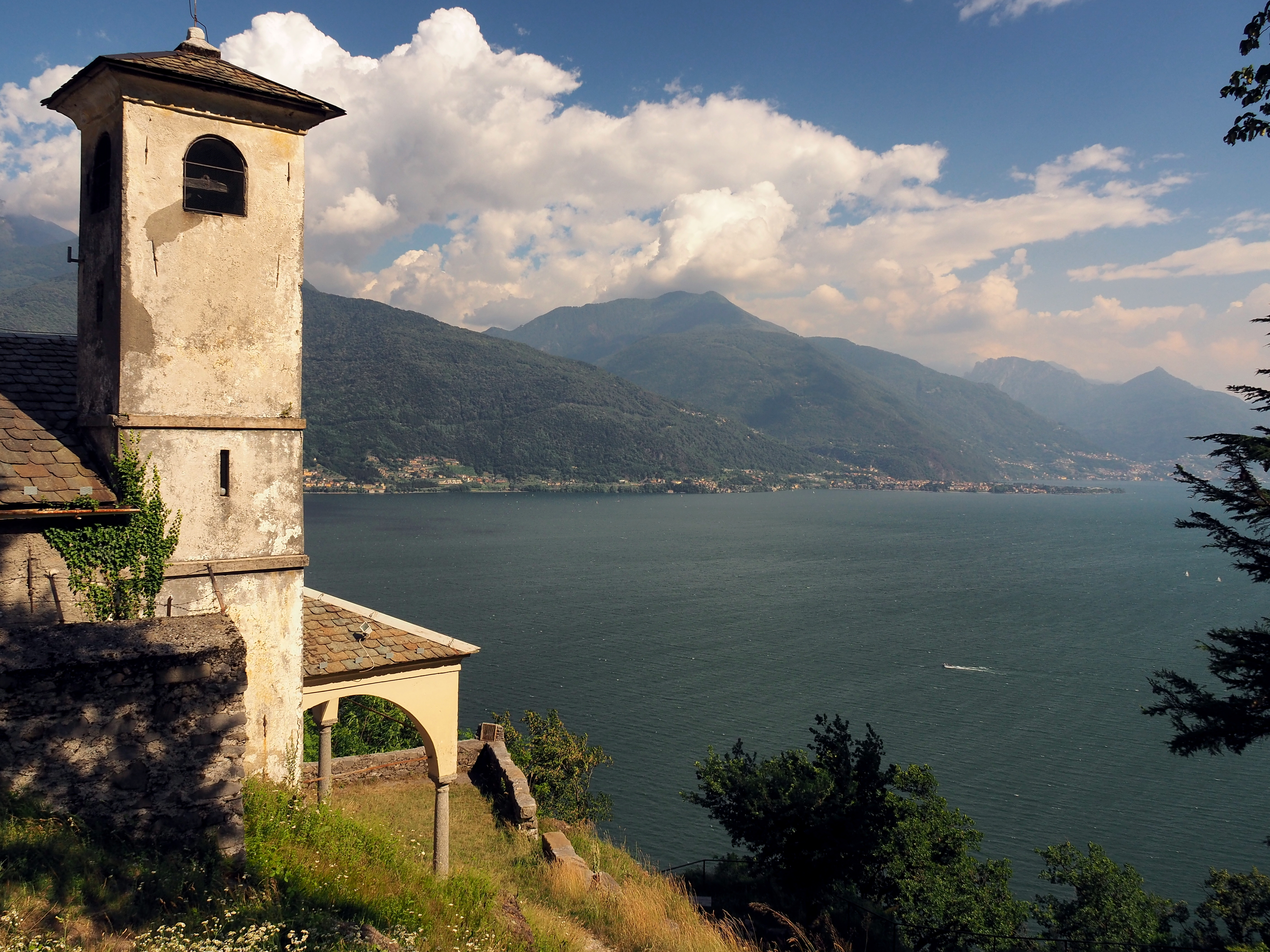
Chiesa di Sant'Eufemia

L'unica ampia zona pianeggiante del Sasso di Musso ospita la Chiesa di Sant'Eufemia, collocata all'interno del parco del Giardino del Merlo. La chiesa, che deve il suo aspetto attuale ad alcuni interventi realizzati attorno agli inizi del XVII secolo, faceva in origine parte del complesso del Castello di Musso.

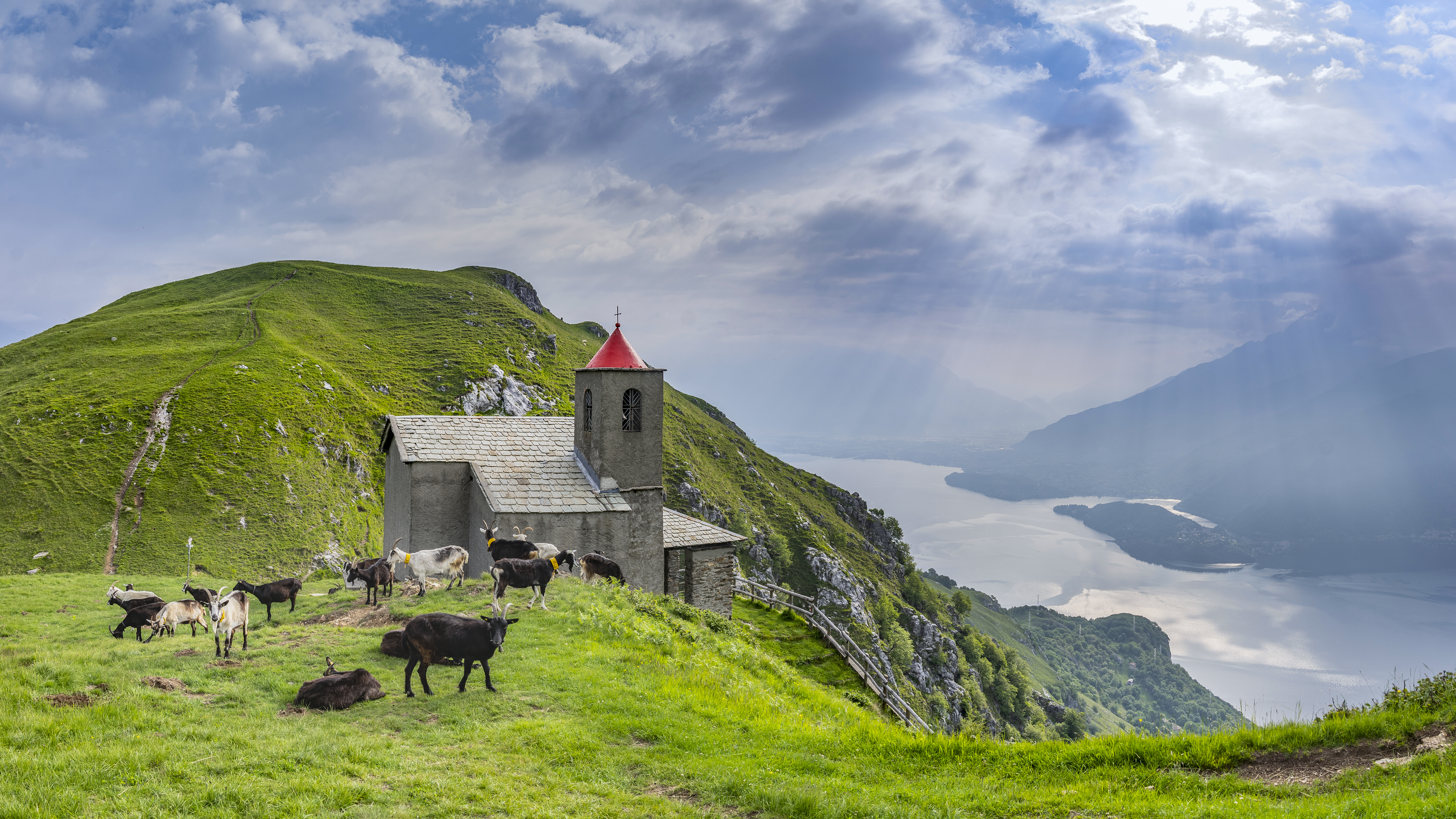
Chiesetta di San Bernardo

#### Altro

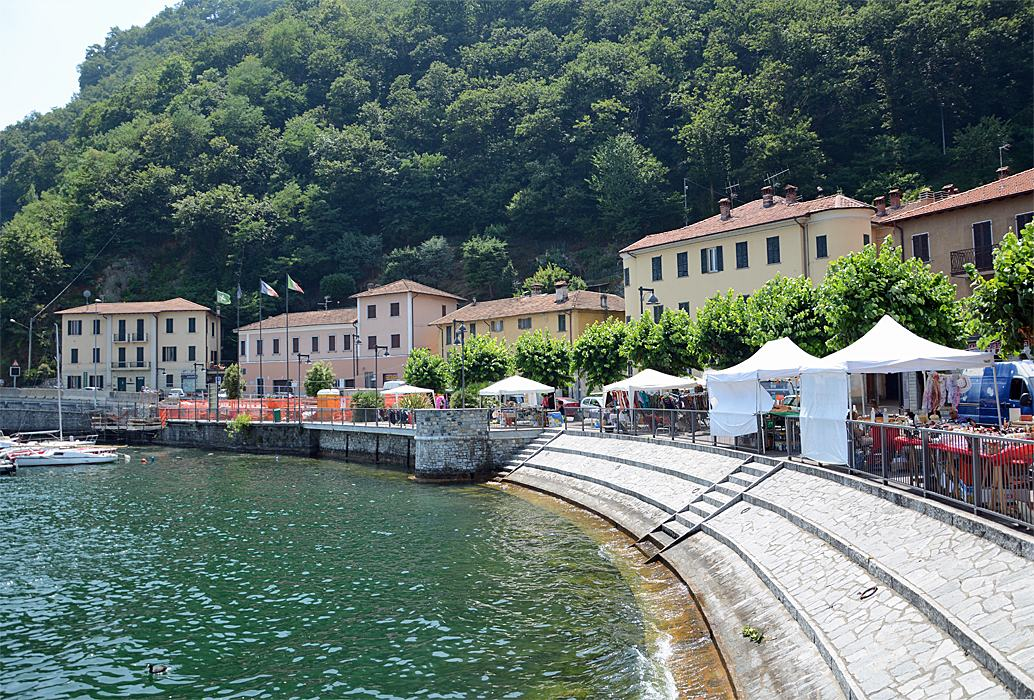
Le prime case che s'incontrano entrando a Dongo provenendo da sud sulla statale Regina

- Un'altura prospiciente il Sasso di Musso ospita la chiesa di San Bernardo, situata a una quota di 1105 m s.l.m..[25]
- La chiesa di San Gottardo e il suo campanile, edificati negli anni 1652-1661, dominano l'imbocco della Valle Albano[26].
- Sul tracciato dell'antica via Regina si trova la Chiesa di San Lorenzo, edificio a unica navata con cappelle laterali e presbiterio quadrangolari realizzata nel 1578[27].

Per la storia della diffusione della fede cattolica e degli edifici sacri vedi anche il testo in nota.

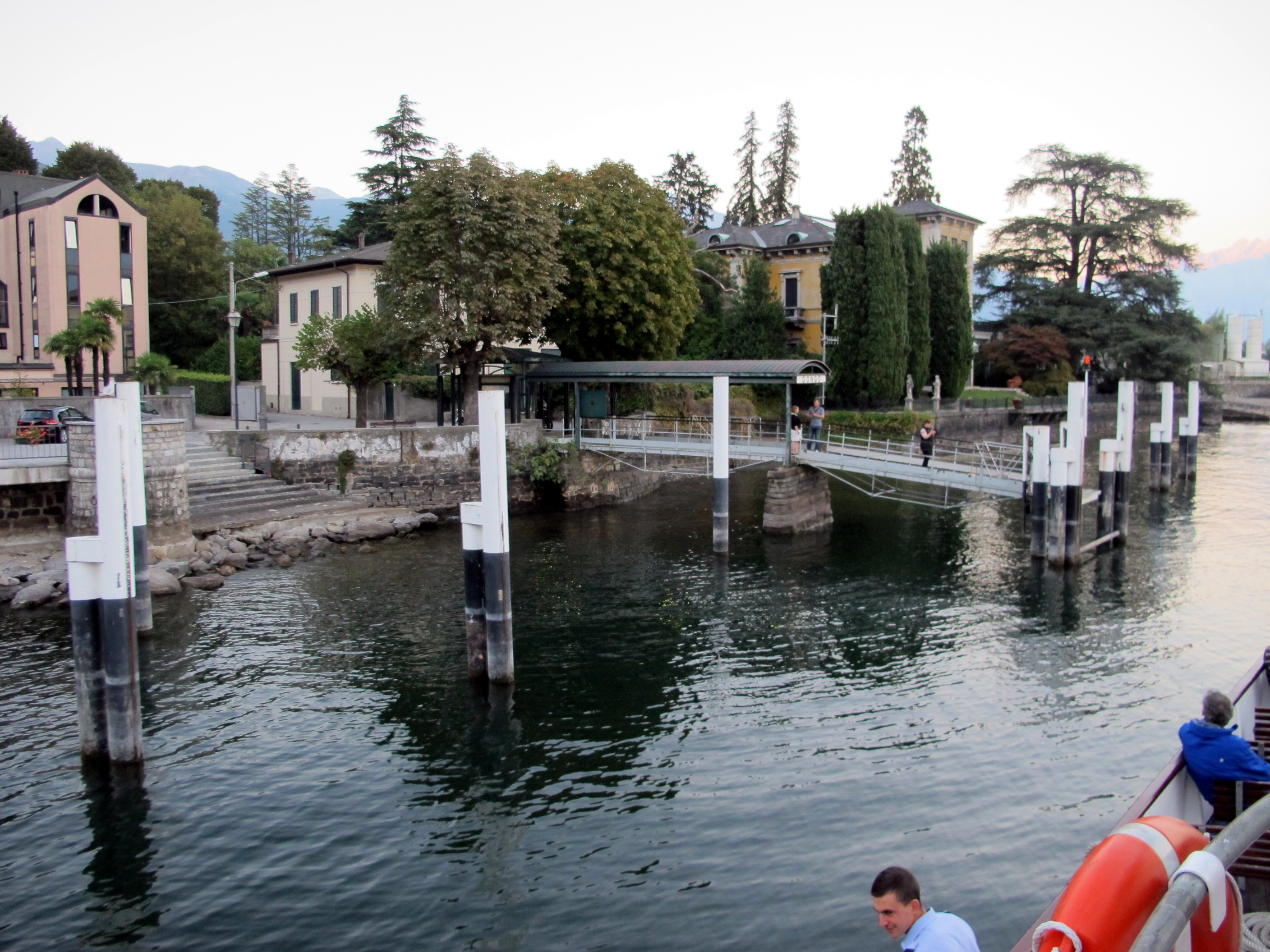
Pontile d'attracco e, sullo sfondo, Villa Rubini

### Architetture civili
- Palazzo Manzi, realizzato a partire dagli anni 1803-1810 (progetto di Pietro Gilardoni[5]), ospita l'attuale sede comunale[29]. Al suo interno, conserva affreschi di Giuseppe Lavelli, allievo presso la scuola di Andrea Appiani[5]
- All'interno del parco del Giardino del Merlo, realizzato tra il 1858 e il 1883 ai confini con il comune di Musso, si trovano i resti di alcune fortificazioni facenti parte del Castello di Musso, un appartamento ipogeo mimetizzato fra le rocce e un casottino di due piani[23].
- Villa Rubini, realizzata in riva al lago tra il XVIII e il XIX secolo.[30]
- Villa La Colombana, risalente agl'inizi del XIX secolo.[31]
- Villa Centurini Rumi[32]

### Altro
- Monumento a Giulio Rubini

## Società

### Evoluzione demografica

#### Demografia pre-unitaria
- 1751: 650 abitanti[6]
- 1771: 806 abitanti[33]
- 1805: 838 abitanti[34]
- 1853: 1 338 abitanti[35]

#### Demografia post-unitaria
Abitanti censiti

## Infrastrutture e trasporti
Dongo dispone di un piccolo attracco per battelli e aliscafi.
La principale arteria stradale è la diramazione della statale Regina (SS 340).

## Amministrazione

### Gemellaggi
- Arromanches-les-Bains, dal 1998

### Esplicative
1. ↑  Per il dialetto comasco, si utilizza l'ortografia ticinese, introdotta a partire dal 1969 dall'associazione culturale Famiglia Comasca nei vocabolari, nei documenti e nella produzione letteraria.

### Bibliografiche
1. 1 2   Bilancio demografico mensile anno 2025 (dati provvisori), su demo.istat.it, ISTAT.
2. ↑   Classificazione sismica (XLS), su rischi.protezionecivile.gov.it.
3. ↑   Tabella dei gradi/giorno dei Comuni italiani raggruppati per Regione e Provincia (PDF), in Legge 26 agosto 1993, n. 412, allegato A, Agenzia nazionale per le nuove tecnologie, l'energia e lo sviluppo economico sostenibile, 1º marzo 2011,  p. 151. URL consultato il 25 aprile 2012 (archiviato dall'url originale il 1º gennaio 2017).
4. ↑   AA. VV., Dizionario di toponomastica. Storia e significato dei nomi geografici italiani., Milano, Garzanti, 1996,  p. 252, ISBN 88-11-30500-4.
5. 1 2 3 4 5 6 7  Borghese, pp. 207-208.
6. 1 2 3 4   Comune di Dongo, sec. XIV - 1757 – Istituzioni storiche – Lombardia Beni Culturali, su lombardiabeniculturali.it. URL consultato il 3 maggio 2020.
7. ↑  Giovio, p. 76.
8. ↑   Italo Scalera, I grandi imprenditori del XIX secolo: centocinquant'anni di storia di Italia, di scoperte, di invenzioni, di impresa, di lavoro, CEDAM, 2011,  pp. 307-308.
9. ↑  Zastrow, p. 26.
10. ↑   Comune di Dongo, 1859 - [1971] – Istituzioni storiche – Lombardia Beni Culturali, su lombardiabeniculturali.it. URL consultato il 3 maggio 2020.
11. ↑   Dongo (Como), D.P.R. 26.06.2006 concessione di stemma e gonfalone, su presidenza.governo.it. URL consultato il 12 settembre 2021.
12. ↑   Dongo, su Stemmi dei Comuni della Provincia di Como. URL consultato il 4 ottobre 2021.
13. 1 2 3 4 5  AA.VV., Una chiesa tra lago e montagne, p. 72.
14. ↑  La chiesa di Santo Stefano
15. 1 2  Belloni et al., p. 136.
16. 1 2 3 4  Zastrow, p. 122.
17. 1 2 3 4   Pellegrini, Chiesa di S. Stefano, in Comune di Dongo (a cura di), pannello esplicativo collocato all'esterno del monumento (nel pannello viene esplicitamente citata l'opera di Pellegrini di cui in Bibliografia).
18. ↑  La chiesa di Santa Maria in Martinico
19. ↑   Chiesa di S. Maria in Martinico - complesso, Piazzetta Anna Vertua Gentile - Dongo (CO) – Architetture – Lombardia Beni Culturali, su lombardiabeniculturali.it. URL consultato il 3 maggio 2020.
20. 1 2   RomaniCOMO, su romanicomo.it. URL consultato il 3 maggio 2020 (archiviato dall'url originale il 15 agosto 2020).
21. ↑   Convento Madonna delle Lacrime - complesso, Via Statale - Dongo (CO) – Architetture – Lombardia Beni Culturali, su lombardiabeniculturali.it. URL consultato il 3 maggio 2020.
22. ↑   Dongo – Madonna delle Lacrime – Santuari Diocesani, su santuari.diocesidicomo.it. URL consultato il 31 gennaio 2022.
23. 1 2 3   Chiesa di S. Eufemia e Giardino del Merlo - complesso, Via Statale - Dongo (CO) – Architetture – Lombardia Beni Culturali, su lombardiabeniculturali.it. URL consultato il 3 maggio 2020.
24. ↑   Chiesa di S. Eufemia, Via Statale - Dongo (CO) – Architetture – Lombardia Beni Culturali, su lombardiabeniculturali.it. URL consultato il 3 maggio 2020.
25. ↑   Chiesa di San Bernardo a Musso, su Lago di Como e Valsassina. URL consultato il 4 novembre 2023.
26. ↑   Chiesa di S. Gottardo - complesso, Via ai Monti - Dongo (CO) – Architetture – Lombardia Beni Culturali, su lombardiabeniculturali.it. URL consultato il 3 maggio 2020.
27. ↑   Chiesa di S. Lorenzo - complesso, Via Antica Regina - Dongo (CO) – Architetture – Lombardia Beni Culturali, su lombardiabeniculturali.it. URL consultato il 3 maggio 2020.
28. ↑  Caprioli et alii, 1986, 45, 83, 123, 127, 129, 132, 176, 177, 178, 185, 212, 240, 269.
29. ↑   Palazzo Manzi, Piazza Paracchini, 6 - Dongo (CO) – Architetture – Lombardia Beni Culturali, su lombardiabeniculturali.it. URL consultato il 3 maggio 2020.
30. ↑   Villa Rubini - complesso, Via Garibaldi, 26(P),28 - Dongo (CO) – Architetture – Lombardia Beni Culturali, su lombardiabeniculturali.it. URL consultato il 3 maggio 2020.
31. ↑   Villa La Colombana - complesso, Via Garibaldi, 11(P) - Dongo (CO) – Architetture – Lombardia Beni Culturali, su lombardiabeniculturali.it. URL consultato il 3 maggio 2020.
32. ↑   Villa Centurini Rumi - complesso, Via Garibaldi, 24 - Dongo (CO) – Architetture – Lombardia Beni Culturali, su lombardiabeniculturali.it. URL consultato il 3 maggio 2020.
33. ↑   Comune di Dongo, 1757 - 1797 – Istituzioni storiche – Lombardia Beni Culturali, su lombardiabeniculturali.it. URL consultato il 3 maggio 2020.
34. ↑   Comune di Dongo, 1798 - 1815 – Istituzioni storiche – Lombardia Beni Culturali, su lombardiabeniculturali.it. URL consultato il 3 maggio 2020.
35. ↑   Comune di Dongo, 1816 - 1859 – Istituzioni storiche – Lombardia Beni Culturali, su lombardiabeniculturali.it. URL consultato il 3 maggio 2020.
36. ↑  Dati tratti da:
  -  Popolazione residente dei comuni. Censimenti dal 1861 al 1991 (PDF), su ebiblio.istat.it, ISTAT.
  -  Popolazione residente per territorio – serie storica, su esploradati.censimentopopolazione.istat.it.
Nota bene: il dato del 2021 si riferisce al dato del censimento permanente al 31 dicembre di quell'anno.